# Vienenburger See

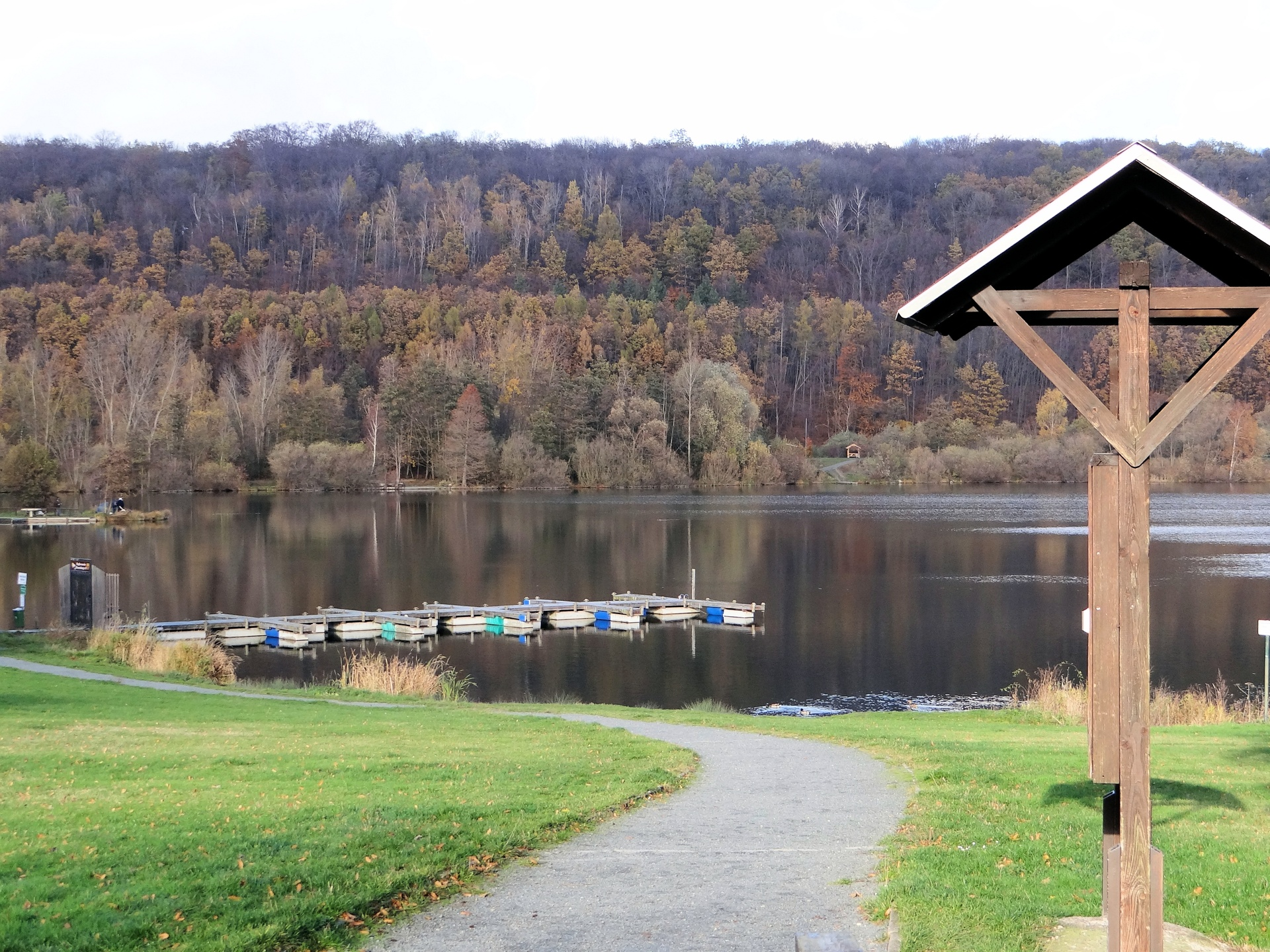
Blick aus Richtung Vienenburg auf den See, eine Informationstafel, die Steganlage und den Harlyberg

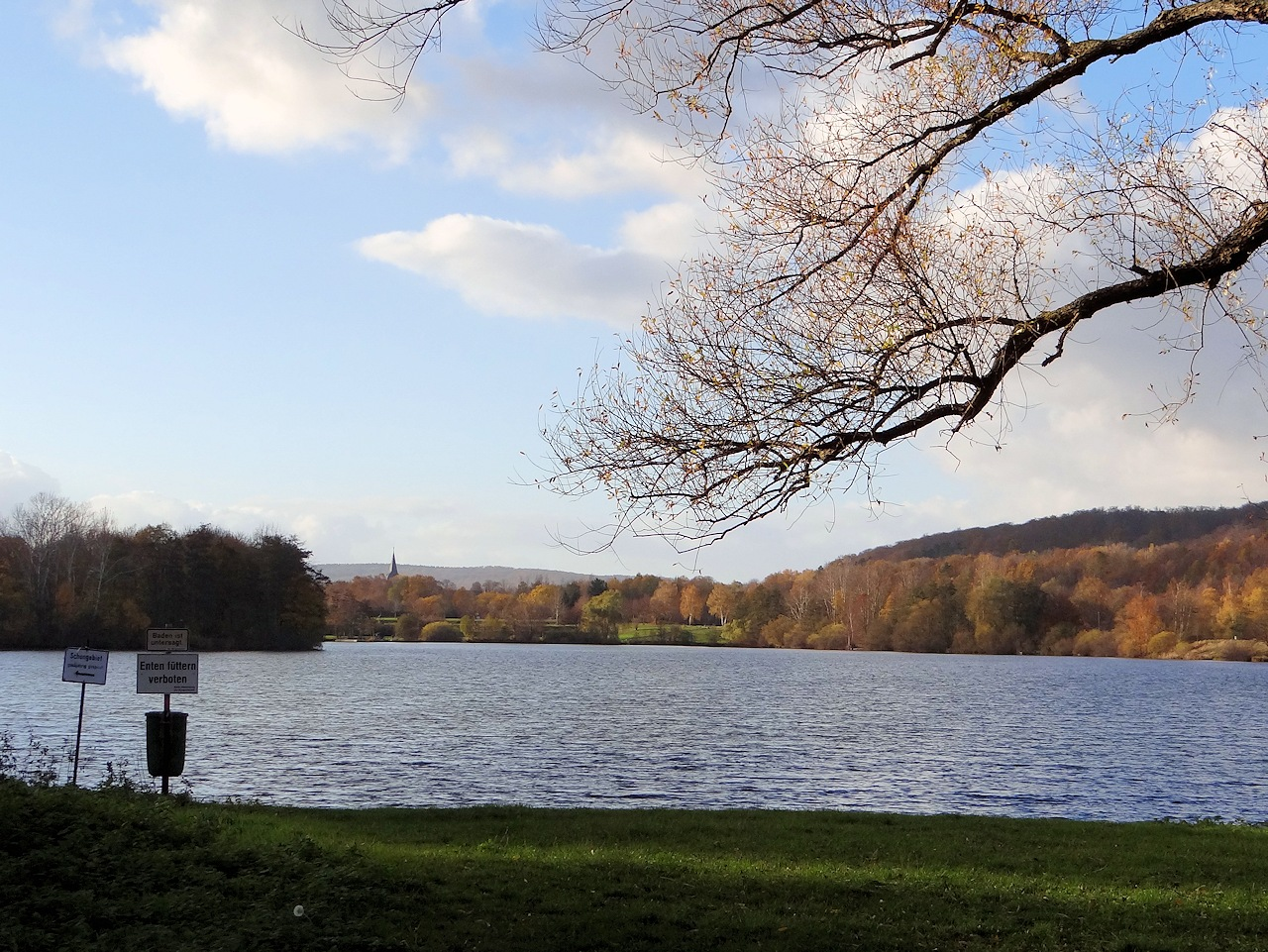
Blick vom Ostufer des Sees Richtung Kloster Wöltingerode

Der Vienenburger See ist ein künstlich geschaffener See im Goslarer Ortsteil Vienenburg in Niedersachsen. Er wird vom Hurlebach durchflossen, der unterhalb des Sees in die Oker mündet.

## Lage und Größe
Der See liegt zwischen dem Ort Vienenburg und dem Harlyberg in der Okeraue. Der Fluss verläuft unterhalb des Harlys und begrenzt den See nach Norden, teilweise nur durch einen Damm vom See getrennt. Der Wasserspiegel des Sees befindet sich auf 133,7 m ü. NHN und ist damit niedriger als die Ortslage Vienenburgs und als das Niveau des zufließenden Hurlebachs mit 140,7 m. Der See dehnt sich vorwiegend in Ost-West-Richtung aus, die größte Länge beträgt etwa 800 m, die entsprechende Breite beläuft sich auf 250 m. Im Westen ist die Uferstruktur eher geradlinig, während im Ostteil natürliche Buchten und Halbinseln vorhanden sind.
Der teilweise von Wiesen umgebene See schließt sich unmittelbar nördlich an den Vienenburger Siedlungsbereich an und ist als Naherholungsgebiet in die Ortsstruktur integriert. Dort befindet sich auch die Vienenburger Badeanstalt.

## Entstehungsgeschichte
Im Stadtgebiet Vienenburgs wurde bereits seit den 1920er Jahren Kies abgebaut, vorwiegend durch das Unternehmen August Sievers & Co. Dies betrieb auch eine Kiesgrube auf dem Gebiet des heutigen Sees. Im Zuge des katastrophalen Wassereinbruchs im benachbarten Kaliwerk Hercynia vom 8. Mai 1930 kam es zu weiteren Erdfällen zwischen Vienenburg und Wiedelah, die möglichst rasch verfüllt werden mussten. Dies erfolgte durch einen wenig kontrollierten Abbau im Bereich des heutigen Sees. Hierfür wurde auch ein Schwimmbagger eingesetzt, der bis zu neun Meter tief schürfen konnte.
In den folgenden Jahrzehnten wurde der Kiesabbau bis in die Bereiche südlich von Wöltingerode ausgedehnt, der Abbau im Bereich des Sees wurde bereits 1964 eingestellt und die Firma 1971 zum Konkurs angemeldet. Sie hinterließ eine nahezu 15 Hektar große verwüstete Fläche mit Wasserlöchern und zahlreichen ungesicherten bis zu sieben Meter hohen steilen Ufern am Ortsrand, die bereits als Mülldeponie genutzt wurden. Die Stadt Vienenburg war an einer Rekultivierung der Flächen interessiert, regte die Entwicklung eines Landschaftspflegeplans an und kaufte das Gelände sowie angrenzende Wiesen des Klosters Wöltingerode auf. Im Jahr 1974 wurde das Gelände mit Genehmigung des damaligen Regierungspräsidenten in Braunschweig förmlich als Sanierungsgebiet erklärt. Vienenburg gewann den Bundeswettbewerb „Bürger es geht um deine Gemeinde“ auf Landesebene. Der Bau der späteren Autobahn A 36 unmittelbar am Harly um 1972 kam dem Vorhaben insofern zugute, als dass der hohe Kiesbedarf aus dem Vienenburger See gedeckt und gleichzeitig die Landschaft profiliert wurde. Steilküsten wurden abgeflacht und Uferzonen angelegt. Die Oberfläche wurde teilweise mit Schlamm abgedeckt und bepflanzt. Der See bekam seine heutige Gestalt.

## Heutige Nutzung
Nahe dem Zulauf des Hurlebachs gibt es am See eine Steganlage für den Bootsbetrieb mit Paddelbooten und Tretbooten, außerdem steht am Ufer ein Café. Um den See herum verläuft ein mit Ruhebänken ausgestatteter Spazier- und Wanderweg, von dem aus Abzweige auch über die Oker hinweg in den Harly führen.
Der See mitsamt dem Hurlebach ist Angelrevier eines lokalen Fischervereins.
Zudem finden hier die Regatten des örtlichen Segelvereins statt, welcher am Westufer einen eigenen Anlegesteg besitzt.